# Achaea albifimbria
Achaea albifimbria is een vlinder van de familie van de spinneruilen (Erebidae). De wetenschappelijke naam van deze soort is voor het eerst voorgesteld als Ophiusa albifimbria door Francis Walker in een publicatie uit 1869.
De soort komt voor in tropisch Afrika waaronder Sierra Leone, Ivoorkust, Nigeria, Kameroen, Gabon, Congo-Kinshasa en Oeganda.